# Bassova vila
Bassova vila je rodinný dům postavený v Brně v roce 1932 ve funkcionalistickém stylu pro potřeby rodiny Bassových, obchodníků s textilem. Navrhl ji architekt Zikmund Kerekes.

## Popis
Jedná se o dvoupatrový objekt s plochou střechou, stojící v brněnské části Pisárky, v ulici Lipové.
Vila má obdélníkový půdorys, fasáda je řešená asymetricky. Průčelí orientované do ulice je pětiosé, v první ose je přes obě patra prosklený arkýř. Ve střední ose přízemí je hlavní vstup do vily, s trojkřídlými prosklenými dveřmi. Balkon v prvním patře probíhá od druhé k páté ose, je podepřený čtyřmi sloupky. Druhé patro má ve středních třech osách trojdílná okna, v poslední ose jsou dvoudílné dveře vedoucí na půlkruhový balkon s trubkovým zábradlím.

## Stavebníci
Stavbu vyprojektoval architekt Zikmund Kerekes pro potřeby brněnské rodiny Bassů. 
Matka Eliška (Else) Bassová (1878–1942), v době zadání stavby vdova po obchodníkovi Zikmundovi (Sigmund) Bassovi (1881–1930), zahynula po transportu z Terezína v roce 1942. měla syny Kurta a Bedřicha.
Bedřich Bass (1910–1979) vystudoval v letech 1924–1934 právnickou fakultu Německé univerzity v Praze., v letech 1934–1939 byl právníkem v Brně. Společně s bratrem Kurtem uprchl v době německé okupace do zahraničí. V roce 1941 vstoupil do československé zahraniční armády, připojil se k československé jednotce v Sovětském svazu, se kterou osvobozoval Československo. Dosáhl hodnosti poručíka.
Kurt Bass (1912–1966) vstoupil do československé zahraniční armády v roce 1941, bojoval u Tobruku, byl převelen do Anglie a Francie, zúčastnil se bojů o Dunkerque. Po návratu do Československa byl v roce 1950 odsouzen a uvězněn, plně rehabilitován byl po roce 1990.